# Museo della macchina per caffè
Il museo della macchina per caffè detto anche MuMAC è uno spazio espositivo dedicato alla storia, alla tecnologia, al design e alla cultura della Macchina da caffè espresso da bar. È ubicato Via P. Neruda, a Binasco, in provincia di Milano.
Ideato dal Gruppo Cimbali per festeggiare i suoi 100 anni di attività, il MuMAC è stato inaugurato il 12 ottobre 2012. Dal 2018 fa parte del Circuito Lombardo dei Musei del Design.

## Architettura
Il progetto è opera del designer Valerio Cometti e dell'architetto Paolo Balzanelli che hanno rinnovato lo spazio precedentemente adibito a magazzino dei ricambi. All'esterno l'edificio è  caratterizzato da una facciata a doghe metalliche curvilinee di colore “rosso Cimbali”. Mentre all'interno - sviluppato su una superficie di circa 1.700 metri quadrati - i lucernari illuminano il bianco delle pareti e dei soffitti (alti più di 8 metri) con mezzanino: in contrasto, il pavimento è di colore seppia, che ricorda il colore del caffè. Secondo la casa editrice cinese Jtart, il museo è stato riconosciuto come uno dei 101 edifici più belli del mondo.

## Area museale
È pensata per documentare i profondi cambiamenti che questa macchina, icona del Made in Italy, ha subito dalla fine del XIX secolo ai giorni nostri. Il percorso museale è ripartito in sei periodi storici: "Albori", "Epoca razionalista", "Invenzione della leva", "Sotto le bandiere del design", "Dimensione internazionale" e "Nuovo Millennio".

### Collezione
La raccolta è composta dell'Archivio (libri, documenti, oggettistica) e della collezione Enrico Maltoni insieme alla collezione Cimbali (oltre 200 macchine espresso da bar) in esposizione permanente. I modelli di macchine sono esposti in un ambiente che ricrea le varie fasi del XX secolo. Molti modelli sono unici o rari o di gran successo e sono firmati dei nomi più celebri del design italiano come  Achille Castiglioni  (che vinse nel 1962 il Compasso d'oro con il modello Pitagora), Ettore Sottsass junior o Giorgetto Giugiaro.

## Galleria d'immagini

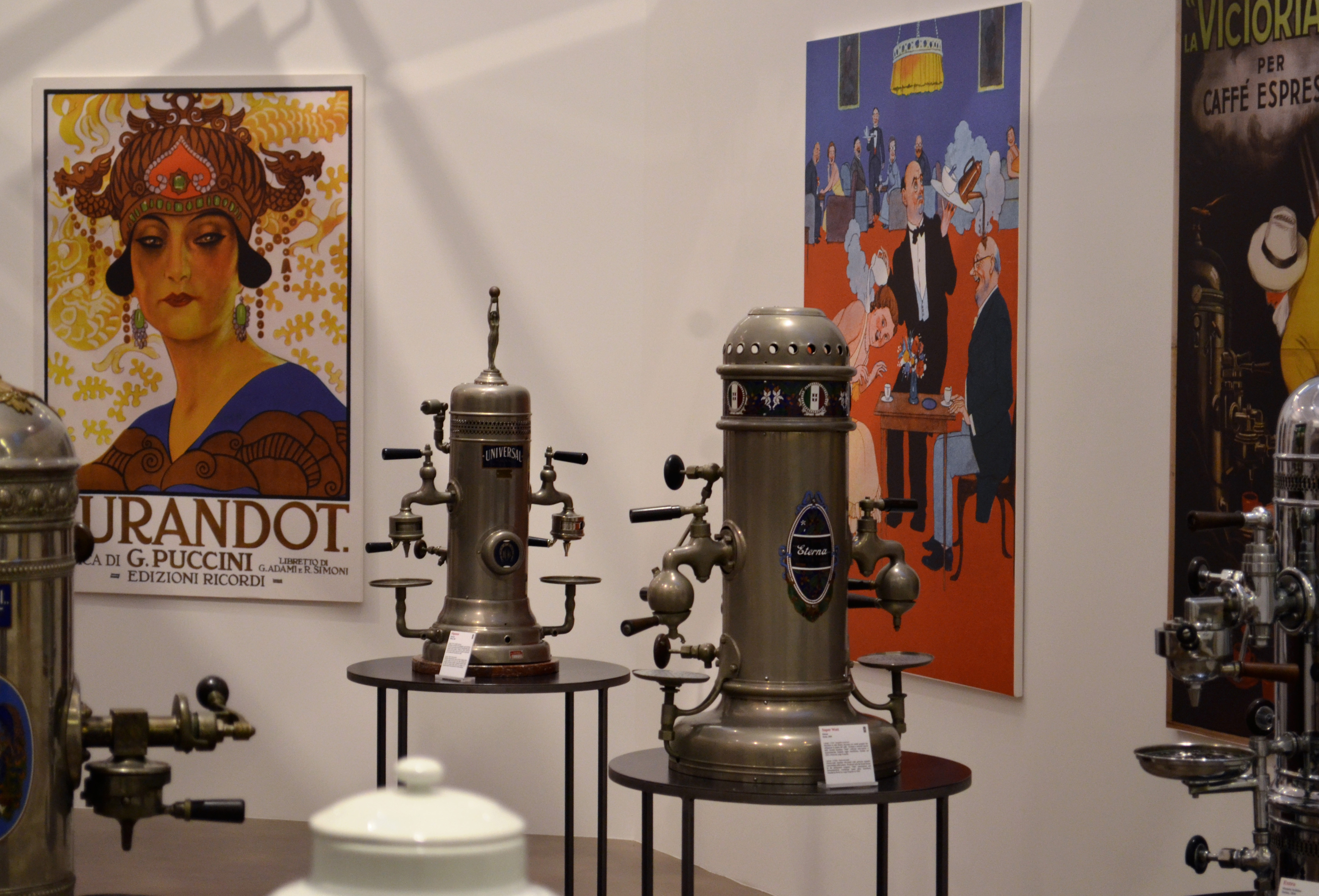
Gli albori
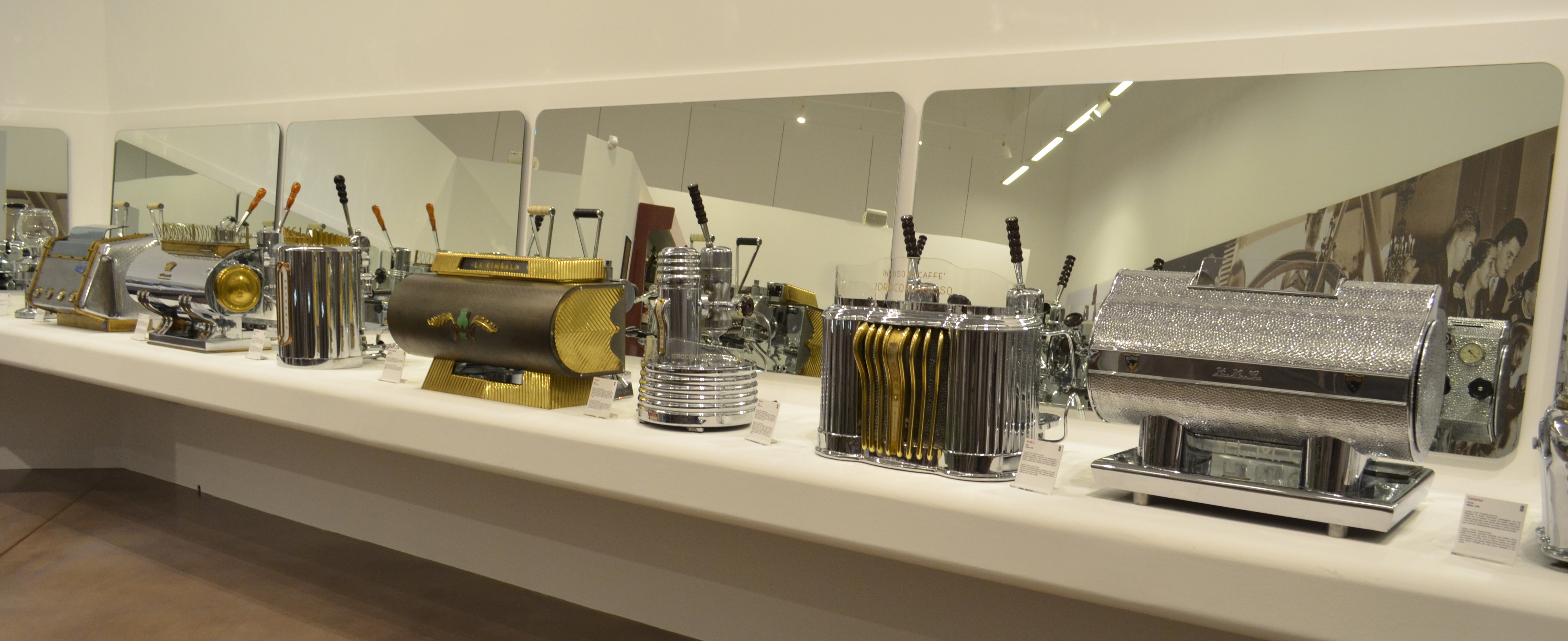
Le macchine a leva (anni 1940-1950)
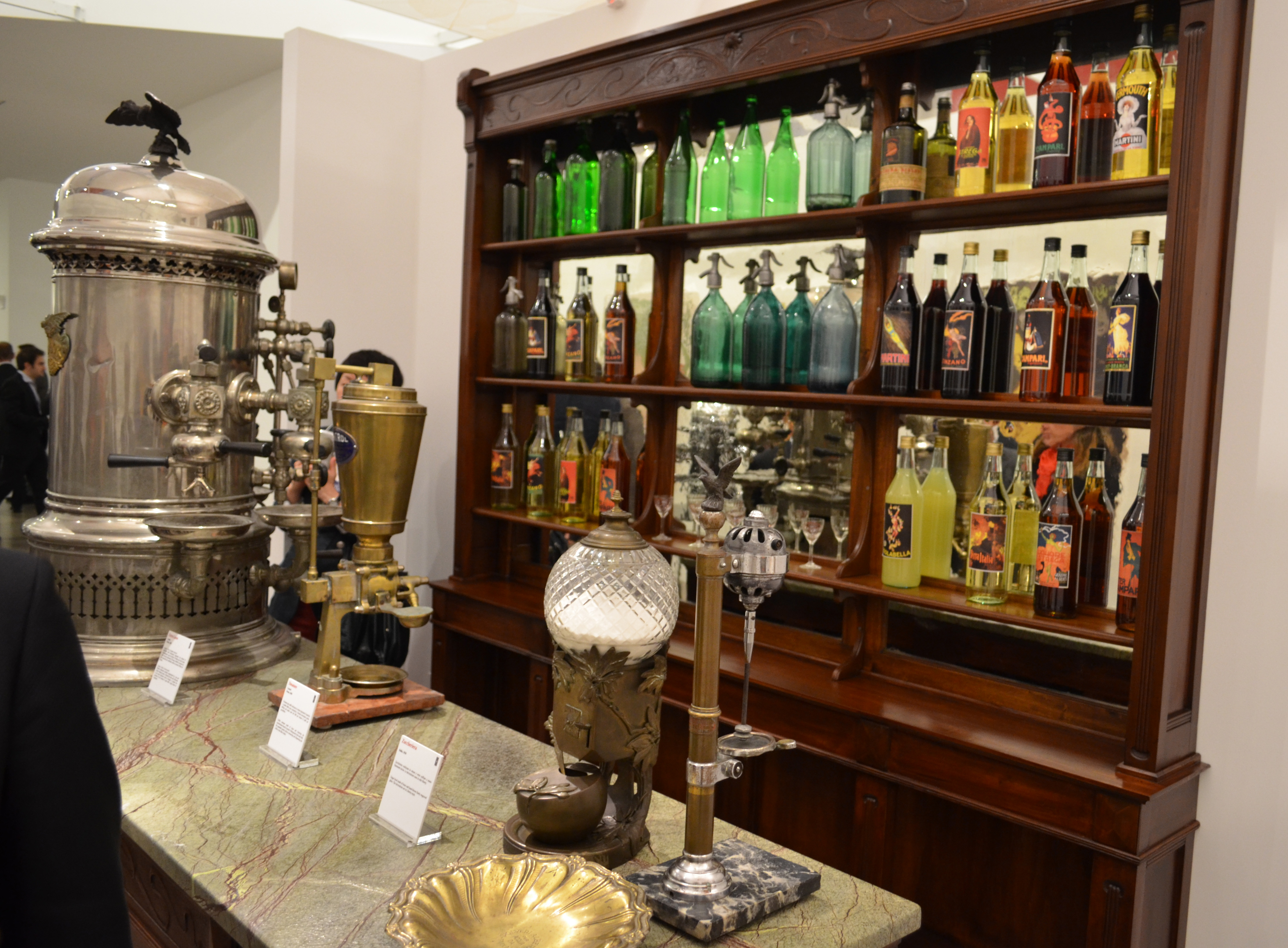
Bancone in stile Liberty